# 爆笑レッドカーペット
『爆笑レッドカーペット』（ばくしょうレッドカーペット）は、フジテレビ系列で2007年から2014年まで放送されていたお笑いバラエティ番組。通称『レッドカーペット』。番組タイトルロゴ名表記の色は、『爆笑レッドカーペット』。ハイビジョン制作。特番時代の番組コンセプトは「一瞬で笑える! お笑い新スタイル!!」で、レギュラー放送時代の番組コンセプトは「一瞬で笑える! お笑いショートスタイル!!」。
2007年から2008年まで不定期特別番組として放送。2008年4月16日から2010年8月1日までレギュラー放送された。レギュラー放送終了後の2010年から2014年までは再び不定期特番として放送され、2018年1月1日に『初詣!爆笑ヒットパレード』内の1コーナー「新春レッドカーペット」として4年ぶりに復活し、その7年後の2025年8月11日に特別番組として放送された。

## 概要
画面奥の扉もしくは赤い床（ベルトコンベア）に乗って画面右から芸人が登場し、ショートスタイル（1分前後）のネタを披露する。ネタが終わると赤い床が動き出し、乗っている芸人やコントのセット（椅子や机など）がそのまま画面右に消える。そのネタに対しゲスト審査員が評価をする。
2000年代の数あるバラエティ番組の中でも『トリビアの泉』や『クイズ!ヘキサゴンII』などに続く、トップクラスの高視聴率を獲得している（後述）。本番組の人気の高さから、その後各局でショートネタの番組が多数登場するようになった。

## 沿革

### 特番時代
初代ディレクターの藪木は、長らく元日の特別番組である『初詣!爆笑ヒットパレード』を担当してきたが、若手芸人の出演機会を増やすために1分間のショートコーナーを設けたところ、テンポの良さとネタの多さが目立ち、単独番組にすることが可能だと感じた。そんな折、『発掘!あるある大事典II』（関西テレビ製作）が捏造事件で打ち切りとなり、その代替番組として2007年2月18日・3月18日の21:00 - 22:24 (JST) に放送された。
こういった経緯で開始したため、司会の今田はしばしば「この番組はレスキュー番組です」「巨大軍艦にマチ針で戦いを挑む」 など自虐的な言い回しを使っていたが、初回視聴率が13％を記録。以降も視聴率は好調を保ちレギュラー放送へと繋がることとなる。
特番は通常、3ヶ月から半年に1回、1年に3回（春・秋・年末年始）のペースで組まれるが、第3弾から第4弾の間は約1ヶ月と短かったことから、第4弾の冒頭で今田は「だんだん間隔を減らしていって、週一にしてどっかの番組をどかす（終了させる）か?」と発言した。また、第7回の冒頭でも同じような発言をしている。

### レギュラー時代
2008年4月16日の放送で、司会の中村仁美から特番の高視聴率のご褒美として、編成から水曜22時台の枠を半年間与えられたことが発表され、同日から毎週水曜日 22:00 - 22:54のレギュラー番組として、半年間（2クール）の放送が決定した。これ以降は「豊田皓社長（当時）が直々に辞令を下す」という形式で番組の継続や放送枠の移動が番組内で発表されている。
この時間帯の大勢の芸人がショートネタを披露する番組としては、90年代中 - 後期にいわゆるボキャ天芸人を一躍世に送り込んだ『タモリの超ボキャブラ天国』終了以来11年ぶりとなる。レギュラー化を記念して2008年4月13日に特番第1回が再放送された。またレギュラー第1回は15分拡大で放送された。また、番組マスコットキャラクターが作られた。名前は「レッカー君」であり、番組名である「レッドカーペット」から名前を取っている。
初回視聴率は16.2%で時間帯1位の高視聴率を記録。その後も常時15%台と高視聴率を記録し、時間帯1位になることも多かった。最高平均視聴率は2008年11月12日の放送で22.5%、瞬間最高視聴率もその日の放送でもう中学生がカムバックレッドカーペットで登場したときの24.7%である。2009年1月14日、21日には曜日別の視聴率で2週連続1位を記録した。
また、放送休止は『ザ・ベストハウス123』、『グータンヌーボ』、『FNS歌謡祭』といった特番の時ぐらいで、あとはほぼ毎週放送されていた。
2008年11月1日より、フジテレビ On Demandにて番組本放送の有料動画配信が開始された。但し、JASRAC管理の楽曲や、番組とは無関係の楽曲を使用した芸人の出演部分には、楽曲著作権関係で動画配信は適用外とされカットとなる（ピーター×ディラン&キャサリン・鮪男・超新塾・バイきんぐなど）。
2009年4月4日からは毎週土曜日 19:00 - 19:57の放送となり、水曜夜10時枠の後継番組には兄弟番組扱いとなった『爆笑レッドシアター』を編成。
視聴率は、水曜日時代からは下がり、2009年8月1日には特番を含めて初となる一桁台を記録した。ただ、それでも10～15%を推移して安定した視聴率を取っていた。夏頃は、『もしもツアーズ』、『FNS26時間テレビ』、『バレーボール・ワールドグランプリ』などの特番で休止になることも多々あった。春・秋の改編期では、『めちゃ2イケてるッ!』と交互でスペシャルが放送されていた。
2010年4月より『人志松本の○○な話』の土曜19時台への枠移動に伴い、同年4月11日から毎週日曜日 19:58 - 20:54に移動。日曜20時枠でのお笑い番組の放送は『笑う犬の情熱』以来6年半ぶり、また司会の今田耕司にとっても、日曜20時枠のレギュラーは『ダウンタウンのごっつええ感じ』以来13年ぶり。なお、同じく司会の高橋克実は裏番組『大河ドラマ 龍馬伝』（NHK総合）にも出演していた。
視聴率は通常10%前後を推移していたが、7月4日に番組史上最低となる6.6%を記録するなどこれまでと比べて苦戦傾向がみられた。また、この間は2時間スペシャルとして放送することが多かった一方、『平成教育委員会』、『熱血!平成教育学院』、『FNN踊る大選挙戦』、『逃走中』、『FNS26時間テレビ』などの特番で休止になることも多々あった。
2010年8月1日の2時間スペシャルを以って2年5ヶ月間のレギュラー放送を終了し、今後はスペシャル版として放送されることが発表された。なお、前述のとおり高橋は『龍馬伝』出演のため、このスペシャルの途中で「本番中に渋谷（NHK放送センターの所在地）までトイレに行って」、帰ってきた所で辞令を発表した。

### レギュラー放送終了後
その後のフジテレビの日曜20時台は19時台番組と併しスペシャル番組を放送し、2010年10月からは今田を出演継続させたバラエティ番組『G★ウォーズ』が当番組の後継番組として放送されたが、低視聴率のため2011年2月6日で放送終了した。また、兄弟番組『爆笑レッドシアター』も2010年9月に放送終了した。
レギュラー放送終了後も、2011年〜2014年までは不定期特別番組として放送は継続されていた。2012年には、『爆生レッドカーペット』と題して当番組では史上初の生放送が行われていた。番組の内容や進行は収録放送と変わらないが、同局が公式サービスとして運営していた「イマつぶ」（2013年9月30日終了）で、視聴者の生コメントを表示したり、「生ウラ」と題して、スタジオのセット裏で出番を控えている芸人や終えている芸人の舞台裏を同局のホームページで生配信したり、さらに「カムバックレッドカーペット」は収録放送ではパネラーが「もう一度見たい芸人」を選んでいるが、パソコンや携帯電話、スマートフォンを利用した視聴者によるネット投票「生リク」によって決定する生放送ならでは「カムバック芸人ネット投票」を開催するといったインターネットを活用した視聴者参加型企画を行った。
その後、2018年1月1日の『初詣!爆笑ヒットパレード』内の1コーナーとして約4年ぶりに復活した。
2025年8月11日（月曜日）18:30 - 21:00に『爆笑レッドカーペット ～真夏のオール新ネタ60連発!大復活SP～』と題した特別番組が放送された。単独番組としては2014年以来約11年ぶりの放送となる。
レギュラー放送時代に多数出演していたものの、レギュラー放送終了後の特番には1度も出演していない芸人も数組いる（マシンガンズ、U字工事、Wエンジンなど）。

### 放送時間の変遷（レギュラー放送時代）
| 期間      | 期間      | 放送時間（日本時間）             |
| --------- | --------- | -------------------------------- |
| 2008.4.16 | 2009.3.25 | 毎週水曜日 22:00 - 22:54（54分） |
| 2009.4.4  | 2010.3.20 | 毎週土曜日 19:00 - 19:57（57分） |
| 2010.4.11 | 2010.8.1  | 毎週日曜日 19:58 - 20:54（56分） |

### 歴代最高平均視聴率BEST3
| BEST3 | 放送日                   | 放送時間（JST） | 視聴率 |
| ----- | ------------------------ | --------------- | ------ |
| 第1位 | 2008年11月12日（水曜日） | 22:00 - 22:54   | 22.5%  |
| 第2位 | 2009年1月14日（水曜日）  | 22:00 - 22:54   | 21.1%  |
| 第3位 | 2008年12月17日（水曜日） | 21:00 - 22:48   | 20.7%  |

## 出演者

### MC
- 高橋克実（CEO・ナレーター兼務）
- 今田耕司

### 進行
- 山崎夕貴（フジテレビアナウンサー）※復活スペシャル

### 審査員
- 基本的にタレント・俳優・ミュージシャン・アイドル・声優などの芸人以外の芸能人が数名出演。レギュラー時代の通常放送では7名、拡大スペシャルでは9〜11名が出演する。

### 出演芸人
- 毎回20組程度のお笑い芸人が出演する。2時間スペシャルでは40組程度、2時間半スペシャルでは50組程度、3時間スペシャルでは60組程度が出演。

#### 過去の出演者
MC
- 田山涼成※ 高橋克実の代役
- 村田諒太※ 高橋克実の代役

進行
- 中村仁美（当時・フジテレビアナウンサー）
- 高橋真麻（当時・フジテレビアナウンサー）※ 高橋克実不在時、中村仁美育休時代理
- 中村光宏（フジテレビアナウンサー）※中村仁美育休時代理
- 三田友梨佳（当時・フジテレビアナウンサー）

## 番組構成・コーナー

### オープニング
番組開始時は、黒色バックに「お笑い革命」（土曜7時時代は「土7 お笑い革命」、日曜8時時代初期は「日8 お笑い革命」）と表示された後、何か一言が添えられる。その後、「土7（日8）お笑い革命」の後に出演芸人の主要ギャグが表示されるようになり、©（芸人名）がつくこともある。なお、水曜10時〜土曜7時時代のオープニングテーマ曲はNAOKIの『BRILLIANT 2U (K.O.G G3 Mix)』を使用していた。
オープニングトークでは高橋克実が毎回、自分の告知や独自で作った番組グッズ、自分の彼女を募集したりと好き勝手に出し物をし、今田耕司などにつっこまれる寸劇が行われる。番組に関わる告知などもオープニングで行われる。ゲスト紹介は他番組と比べ簡素に行われ、数名と簡単なトークを行う程度である。

### ショートネタ（通常のネタ見せ）
番組の柱とも言えるメインのネタ見せコーナー。毎回20組程度の芸人が出演する（内訳は準レギュラー芸人17組程度、初登場芸人2〜3組）。製作側によると、人気の芸人でも必ず3-4週間のブランクを持たせることで、芸人の鮮度を重視し、芸人にもネタを考える余裕を持たせているという。尚、2時間スペシャルでは40組程度、2時間半スペシャルでは50組程度、3時間スペシャルでは60組程度が出演している。
通常、テレビで披露される多くのコント・漫才が4分程度の構成であるのに対し、本番組では1分前後の構成となっている。従って、1回の番組内で登場する芸人数は他のお笑い番組と比べて非常に多く、様々な芸人を見ることが出来る。登場する芸人の行うネタは持ちネタから切り抜いたものであったり、番組向けに作られたもの（もしくはアレンジされたもの）であったりと様々である。
出演者は無名に近い芸人から旬な芸人、ベテラン、落語家まで幅広い。無名に近い芸人が出演するのは構成作家（放送作家）の推薦や番組オーディション、また姉妹番組である『爆笑ピンクカーペット』などからである。
セット正面の扉は芸人が登場後に閉まるが、そこから更に登場する場合は（長友光弘（響）が演じる「ミツ子」や、コラボカーペットの相手など）、扉は開けっ放しになっており、登場後に閉まる。一度、閉まるドアに、浅倉南に扮するいとうあさこが持っていた小道具のリボンが挟まるハプニングが起きたことがある。
ネタ披露が行われた後、レッドカーペット会員と呼ばれる審査員（お笑い好きなタレントからお笑いに無頓着な俳優まで様々）が審査、合計得点で「小笑」「中笑」「大笑」かを審査する。第2回より「満点大笑」という評価が追加された。審査席の後ろに大画面ビジョンがあり、第1回は「笑」の文字が笑うような動きをして、文字の色と動きの大きさで大中小（小笑いは出なかったが）が分かるシステムだったが、第2回から直接「満点大笑」「大笑」などと表示される形式になった。
回を重ねるにつれ実質的に「大笑」「満点大笑」以外の採点については殆ど形骸化し、稀に「中笑」が出て会場内で失笑がわき起こる程度になった。「小笑」が出ることは滅多になく、唯一出した芸人はたむらけんじだけ。この時に「初小笑記念!小笑待受け画面」として待ち受け画像が期間限定で無料配信された。また、2008年12月17日の2時間スペシャルでは「Mr.小笑い」と紹介され、新ネタを披露するがまたも小笑（7点）を記録してしまった。さらに2009年10月17日の「衝撃の世界進出SP!」でも小笑を出し、2度目のカムバックでは中笑を出してしまった。
司会者席はステージの真横にある。そのため司会者席からではネタをするシーンが見えにくく、特に後ろで何らかの仕掛けがあるネタをする場合は横から仕掛けが見えてしまうため、司会の3人は司会者席に設置してあるモニターでネタを見ている。
数組まとめてネタを披露したあと、司会と審査員が講評する。数組がまとめてネタを披露するのは『爆笑ヒットパレード』でも採り入れられている。

#### 演出
芸人が登場する前に番組独自のキャッチコピーと芸人の名前・画像が高橋のナレーションと共に表示される。レギュラー化以降は、初出演の芸人には画像の左上に○に初と書かれたマークが表示される。また、過去に「満点大笑い」を4回まで記録した事がある芸人は画像の左端に○に満と書かれたマークが記録した回数と同じ数だけ表示され、5回以上記録した芸人は画像の右上に「満」の字の入った○とその左上に小さく5と書かれたマークが表示され、6回目以降は1-4回と同じように記録した回数が数字で表示され、10回、15回以上の場合は「満」の字の入った○とその左上に小さく10、15と書かれたマークが表示される。この「満」の数は、特番時代・カムバック・コラボでの「満点大笑い」の数はカウントされない。
演出として付けられる字幕について、芸人のネタ披露に対して字幕が付くことはなく、司会者と審査員の会話に対して字幕が表示されることが多い。

#### レッドカーペット（ベルトコンベア）
フジテレビによると、舞台上のレッドカーペットは幅120cm、長さ15ｍ。ベルトコンベア状になっているため、カーペットの正味の長さは30ｍになる。カーペットの操作は舞台袖の美術スタッフの入場・退場ボタン操作により行われる。カーペットの駆動速度は芸人の人数や道具により違いがある。
番組初期の頃はカーペットのベルト部分が薄かったため、当時5人組の超新塾が乗って動く際、ベルトが破れてしまうハプニングが起きた。以降はベルト部分を厚くして耐久性を高めている。
ネタ終了と同時にレッドカーペットが画面右側へ向かって動き出すため、芸人が驚いてよろめいたりコケたりする事も少なくない。また、コケかたで笑いをとったり、決めポーズや顔芸をする事がある。芸人によってはこの瞬間が最後かつ貴重な一発ネタ披露時間になるため、カメラは芸人が完全に舞台から消えるまでその様子を追っていることが多い。また、カーペットは小道具運搬や芸人の登場にも活用される。その場合、通常とは逆方向（画面右側から左側）にカーペットが動くことがある。

#### 判定基準
審査員（レッドカーペット会員）は各自5点の持ち点（審査員席の「笑」ランプ）があり、ネタの面白さに応じて「5点」「4点」「3点」「2点」「1点」のボタンを連打するが、連打はあくまで演出であり、連打した分が判定に影響する事はない。合計60点満点。点灯したランプの合計によって満点大笑・大笑・中笑・小笑の4段階で評価する。フジテレビは明確な判定基準について明らかにしていないが、過去の放送からみて次のような基準になっているようである。1人で満点(5笑または3笑)を付けると審査員席が点滅する。
- 満点大笑 - 60点満点（全員が全て点灯）
- 大笑 - 55点〜59点（消灯数1つ〜5つ）
- 中笑 - 54点以下（消灯数6つ以上）[注 6]
- 小笑 - 明確には判明していない[注 7]。ちなみにこのときのBGMは、任天堂『マリオ&ルイージRPG2』の重要アイテム取得時で使用されるSE。

通常の7名ではなく拡大版などの9〜11名となる場合、上記の判定基準とは異なる。
2010年8月1日（レギュラー放送終了）までは、ネタの面白さに応じて「大（3点）」「中（2点）」「小（1点）」のボタンを押す。審査員の持ち点は各自3点だった。
2010年9月25日に放送された爆笑レッドカーペット ヤングライオン杯決勝大会以降の特番では審査員の持ち点が1人5点となりその合計点数がそのままネタの評価になるという形に変更された。7人全員が5点を採点した場合には満点の35点となるため、これについては従来通り「満点大笑」と表示された。34点以下では「34笑」や「30笑」といったように表示で35段階という審査が厳しめになった。なお、番組内で判定基準について具体的に明言したのはこれが初めてである。
2012年1月1日の『新春レッドカーペット』からは、満点大笑・大笑・中笑・小笑の4段階の評価に戻され、更にその評価の下に審査員全員の合計点数も追加された。また、審査員が5点満点中3点の評価を付けるシーンも多く見受けられるなど、審査がより厳しくなった。「満点大笑」が出た割合もレギュラー時代に比べると非常に少ない。

### コラボカーペット
芸人2組（場合によっては3組以上）がコラボでネタを披露するコーナー。元々は特番時代にカムバックレッドカーペット（後述）内で登場していたコーナーで、レギュラー放送になって独立した。このコーナーはゴールデンタイム・プライムタイムで放送される回のみ行われ、『新春レッドカーペット』などの朝・昼・夕方・深夜の放送では行われない。コラボカーペットが行われるタイミングは放送回によって異なる。
コーナー名は、通常のレギュラー放送では「今週のコラボカーペット」、レギュラー放送での拡大版でコラボカーペットが複数行われる場合は「スペシャルコラボカーペット」、正月SPでは「新春コラボカーペット」、『爆生レッドカーペット』では「激レアコラボカーペット」と変化する。原則では、通常放送では1組で、拡大スペシャルでは2〜8組が行う。
このコーナーではコラボした芸人のユニット名が番組内で作成されることがある。組み合わせは芸人側からアイデアが出ることもあれば、スタッフから提案することもあるという。ちなみにコラボカーペットでは、あるコンビ（またはトリオ）の片方が出ても、コラボの表記がコンビ名になる場合もある（例：5GAP・久保田（又は、ホワイト赤マン）、テンゲン・中島、響・長友、ものいい・吉田、キングオブコメディ・今野、オテンキ・のり、オードリー・春日、ザブングル・加藤、フォーリンラブ・バービー、TIM・ゴルゴ松本、次長課長・河本などがコンビ名で表記されたことがある）。また、その上記の逆で名前のみの場合もある。また、『爆生レッドカーペット』では、審査員の評価はなく、セットを使ったロングコントや通常の長さの時間（3分）のコラボネタを行っている。『第46回爆笑ヒットパレード2013』の第2部では、このコーナーのスピンオフ企画が行われた。
太字はレッドカーペット賞を受賞したコラボ。◎：カムバックレッドカーペットに出演したコラボ。()内はユニット名やコンビ名で出ている片方の芸人や名前だけで表記された芸人のコンビ名（特番時代の第1期はカムバックを参照）。

### 公開生見せ
第3回爆生レッドカーペットで行われた新コーナー。フジテレビのYouTube公式チャンネルにて芸人10組の「公開ネタ見せ動画」の配信し､番組内の「ショートネタ」コーナーに出演できる芸人が視聴者投票で決定されるこの公開ネタ見せ企画。勝者枠で固定されているため､キャッチコピーは無し｡太字は､オーディション勝者枠としてテレビに登場した芸人｡◎は､レッドカーペットに出演経験がある､もしくは後に出演した芸人｡

### レジェンドカーペット
第4回爆生レッドカーペットで行われた新コーナー。生リクの投票中に行われたコーナーである。第1期特番時代からレギュラー時代に出演し、徐々にあまり見かけなくなった「レジェンド芸人」が続々と登場する。ここではネタの評価はネタごとで行わず、レジェンド芸人のネタがすべて終わってから一括して行われる。

### スーパーショートカーペット
『高橋番組やめたってよSP』で行われた新コーナーで略称は『SSC』。「短ければ短いほど面白い」をコンセプトに通常よりもさらに短いショートネタ披露が行われる。レジェンドカーペット同様､ ネタの評価はネタごとで行わず、芸人のネタがすべて終わってから一括して行われる。庄司智春など、出演時間が1〜3秒程度とほんの一瞬の芸人もいた。

### カムバックレッドカーペット
番組の後半（番組終盤）では審査員が気に入った芸人にアンコール（1回目と別のネタやネタの続きを披露） をすることができる（稀に「ネタ切れ」などを理由に辞退する芸人もいる）。稀に「もう一度みたい芸人」を聞いたときに名前が挙がらなかった芸人が登場することがある。
『爆生レッドカーペット』では、審査員ではなく視聴者がもう一度観たい芸人を携帯電話やスマートフォンで生リクエストをして、リクエストの多かった3組（もしくは4組）が第3位（第4位）から第1位までカウントダウン形式でネタを披露。

### レッドカーペット賞
番組の最後に高橋克実に選ばれた審査員が「レッドカーペット賞」を決定する。特番第1回では高橋克実が決めた。なお、レッドカーペット賞は選考者の好みを優先し、独断的に決められる。受賞した芸人は、特番時代ではもう一度ネタを披露する事となっていたが一発ギャグ、放送内で披露したネタなどに留まった場合も多かった為か、レギュラー放送では「レッカー像」が授与され、（披露したネタと絡めた）受賞のコメントを発する形式となった。たいてい「カムバックレッドカーペット」に登場した芸人から選出されるが、稀にカムバックに登場していない芸人が選ばれると、既に私服に着替えていて慌てて登場することがある。また、レッドカーペット賞をとった人はそれ以降ブレイクし、ほかのテレビで活躍することが多くなっている傾向があるという報告がある。また、番組の最後（クレジット時）にその週のゲスト審査員が出演する映画・ドラマの番宣のナレーターを受賞時のネタ・キャラクターを交えて担当する場合がある。

#### レッドカーペット賞受賞者
太字はカムバックレッドカーペットに登場せずにレッドカーペット賞を受賞した芸人。受賞日時やその他詳細はそれぞれの芸人の項目を参照のこと。

### ネタ見せ以外のコーナー・企画

#### 芸人大暴露トーク
出演常連芸人が一堂に会して、お互いにテレビでは見せない裏の顔・仕事・恋愛など自由にフリートークを繰り広げるサブコーナー。2009年4月4日・2009年10月3日の放送で行われた。

#### 爆笑ホワイトカーペット
姉妹番組である『爆笑ホワイトカーペット』が、当番組のコーナーとして行われていた。司会は当番組と同様、今田・高橋・中村が担当。2009年4月4日・2009年10月3日・2010年3月20日の放送で行われた。

#### 芸人大陸
普段なかなか見られないある芸人の私生活やプライベートに密着するVTRを放送する『情熱大陸』（TBS）のパロディコーナー。土曜7時時代に多く行われた。
- これまで密着した芸人

1. もう中学生（2009年4月4日放送）
2. ゴー☆ジャス（2009年10月3日放送）
3. いとうあさこ（2009年12月5日放送）
4. オテンキ・のり（2010年5月16日放送）

#### 世界を笑わせるツアー
人気芸人が日本だけではなく世界でも通用するのかを検証するべく、世界各国での海外ライブを敢行する特別企画。ライブ前での心境からライブ後での反響まで密着した。
- これまで敢行した芸人と国

1. ハイキングウォーキング（韓国・ソウル）、世界のナベアツ・ゴンゾー・なかやまきんに君（アメリカ・ニューヨーク）（2009年10月17日放送）
2. ブルマパーティー[注 11]（アメリカ・ニューヨーク）（2010年8月1日放送）

#### 芸人あいのり
出演常連芸人の男性芸人と女性芸人で行われた『あいのり』（フジテレビ）のパロディコーナー。2009年12月5日の放送で行われた。
- 参加メンバー
  - 男性芸人：もう中学生、Wエンジンのチャンカワイ、ロケット団の倉本剛
  - 女性芸人：姫ちゃん、フォーリンラブのバービー、赤いプルトニウム
  - ドライバー：久保田賢治（5GAP）

#### なぞかけキング決定戦
ゲストの審査員がお題を出し、なぞかけを出演芸人が即興で作り発表し合って複数の他の芸人と優勝を競うコーナー。日曜8時時代に多く行われた。
- これまでの優勝者・優勝チーム

1. ねづっち（2010年5月16日）
2. ねづっち（2010年6月20日）
3. 東軍（2010年7月4日）

#### カーペット調査隊
人気芸人に対するさまざまな疑問や実態を、実際にロケに出て調査する。
- これまで調査されたテーマ

1. 人気芸人は幼稚園でも笑いは取れるのか?（2010年6月20日放送）
2. 筋肉芸人の筋肉は本物なのか? 地獄の自衛隊レンジャー訓練に挑戦!（2010年8月1日放送）

## 放送リスト
いずれも時間は日本標準時（JST）、視聴率はビデオリサーチ関東地区調べである。

### 特番時（第1期）
| 回数  | 放送日                   | 放送時間      | 放送タイトル                   | 視聴率 | 備考                                    |
| ----- | ------------------------ | ------------- | ------------------------------ | ------ | --------------------------------------- |
| 第1回 | 2007年2月18日（日曜日）  | 21:00 - 22:24 | 爆笑レッドカーペット           | 13.5%  |                                         |
| 第2回 | 2007年3月18日（日曜日）  | 21:00 - 22:24 | 爆笑レッドカーペット           | 10.2%  |                                         |
| 第3回 | 2007年7月31日（火曜日）  | 19:00 - 20:54 | 爆笑レッドカーペット           | 12.5%  | 『カスペ!』枠                           |
| 第4回 | 2007年9月11日（火曜日）  | 19:00 - 20:54 | 爆笑レッドカーペット           | 15.1%  | 『カスペ!』枠                           |
| 第5回 | 2007年12月17日（月曜日） | 19:00 - 20:54 | 爆笑レッドカーペット           | 15.2%  |                                         |
| 第6回 | 2008年1月1日（火曜日）   | 15:15 - 17:50 | 新春ゴールデンレッドカーペット | 10.0%  | 『第41回初詣!爆笑ヒットパレード2008』枠 |
| 第7回 | 2008年2月17日（日曜日）  | 19:00 - 21:48 | 爆笑レッドカーペット           | 19.4%  |                                         |

### レギュラー放送

#### 水曜日22時台
※判明している物のみ。
| 放送日         | 視聴率 | 備考 |
| -------------- | ------ | --- |
| 2008年4月16日  | 16.2%  | 15分拡大版（22:00 - 23:09）。 |
| 2008年6月25日  |        | 3時間満点大笑いSP（19:57 - 22:48）。 22時台は『THE THREE THEATER』が内包される形。 |
| 2008年8月20日  |        | 総集編として特番時のレッドカーペット賞受賞者のネタや、 過去に放送された満点大笑を記録したネタの一部、高橋の選んだ芸人のネタが放送された。                                                                                             |
| 2008年10月8日  |        | 3時間満点コラボ祭り（19:57 - 23:08）。放送時間は歴代最長の191分（3時間11分）。 この回から芸人の登場時、退場時、評価時のBGMがマイナーチェンジされた。                                                                                  |
| 2008年10月15日 |        | 芸人紹介時のBGMがマイナーチェンジされた（ただし、「小笑」のみ全く違うBGMになった）。 |
| 2008年12月17日 |        | 爆笑レッドカーペットアワード2008（21:00 - 22:48）。 これまでの出演芸人のネタをフレーズ、ネタ中のハプニング、顔芸、瞬間視聴率などのジャンル別に表彰した。 スタジオでは普段と異なり一般の観覧客ではなく紹介される芸人達が集合していた。 |
| 2009年1月1日   |        | 新春満点コラボ祭り（21:00 - 23:30）。 通常と異なり、木曜日での放送。 |
| 2009年2月11日  |        | まさかの!!2周年!!満点祭（21:00 - 22:48）。 22時台は『THE THREE THEATER』が内包される形。 |
| 2009年3月25日  |        | 緊急重大発表90分SP（22:00 - 23:24）。 オープニングにて水曜22時から土曜19時への枠移動が発表された。 |

#### 土曜日19時台
| 放送日         | 視聴率 | 備考 |
| -------------- | ------ | --- |
| 2009年4月4日   | 14.0%  | 満点大笑オール新顔&芸人裏話大暴露SP（19:00 - 20:54）。 |
| 2009年4月18日  | 15.8%  | まさかの土7昇格SP（19:00 - 20:54）。 |
| 2009年4月25日  | 14.8%  | |
| 2009年5月2日   | 13.9%  | |
| 2009年5月9日   | 15.6%  | |
| 2009年5月16日  | 13.8%  | |
| 2009年5月23日  | 12.4%  | 当番組の放送後に放送されている番組『めちゃ²イケてるッ!』とのコラボレーションで、めちゃイケの冒頭7分間レッドカーペット出演芸人が出演した。ただし、今田、高橋、中村アナは出演しなかった。 |
| 2009年5月30日  | 12.8%  | |
| 2009年6月6日   | 12.5%  | 芸人視聴率ランキング大発表祭（19:00 - 20:54）。 |
| 2009年6月13日  | 14.0%  | |
| 2009年6月20日  | 13.2%  | |
| 2009年6月27日  | 13.6%  | |
| 2009年7月4日   | 13.4%  | |
| 2009年7月11日  | 13.1%  | ドキッ!芸人だらけの満点コラボ2時間スペシャル（19:00 - 20:54）。 関西テレビのみ阪神対巨人戦のプロ野球中継により1週間遅れの18日に放送された。                                             |
| 2009年8月1日   | 9.9%   | |
| 2009年8月22日  | 10.8%  | |
| 2009年8月29日  | 9.6%   | |
| 2009年9月5日   | 12.6%  | |
| 2009年9月12日  | 14.7%  | |
| 2009年10月3日  | 11.2%  | 芸人ドッキリ㊙大暴露!!（19:00 - 20:54）。ナレーションは真地勇志。 |
| 2009年10月17日 | 14.6%  | 世界進出2時間スペシャル（19:00 - 20:54）。 ハイキングウォーキングが韓国、世界のナベアツ、ゴンゾーがアメリカのライブに登場した。 ナレーションは真地勇志。                                |
| 2009年10月24日 | 14.6%  | |
| 2009年10月31日 | 11.6%  | |
| 2009年11月14日 | 12.6%  | |
| 2009年11月21日 | 15.1%  | |
| 2009年11月28日 | 13.1%  | |
| 2009年12月5日  | 13.8%  | 爆笑必至のロケ企画スペシャル（19:00 - 19:57）。 この回では通常のネタ見せは休止だった。                                                                                                  |
| 2009年12月12日 | 13.2%  | 満点大笑いコラボSP（19:00 - 20:27）。過去のコラボネタを放送。 |
| 2010年1月1日   | 14.5%  | 新春!満点コラボSP（金曜日・21:00 - 23:30）。 審査員は全員、映画『のだめカンタービレ最終楽章』の出演者。                                                                                 |
| 2010年1月23日  | 11.9%  | |
| 2010年1月30日  | 12.0%  | |
| 2010年2月13日  | 13.4%  | |
| 2010年2月20日  | 12.9%  | 番組の放送が3周年を迎えた。 |
| 2010年2月27日  | 14.8%  | |
| 2010年3月6日   | 13.0%  | |
| 2010年3月13日  | 12.1%  | |
| 2010年3月20日  | 12.7%  | 社長!?またですかSP（19:00 - 20:54）。土曜19時での最終回。 |

#### 日曜日20時台
| 回数   | 放送日        | 視聴率 | 備考 |
| ------ | ------------- | ------ | --- |
| 第1回  | 2010年4月11日 | 11.0%  | 日曜日に大移動だよ芸人集合スペシャル（19:00 - 20:54）。日曜20時での初回。 この回から芸人紹介時のBGMと、字幕のフォントが変更。        |
| 第2回  | 2010年4月18日 | 10.2%  | |
| 第3回  | 2010年4月25日 | 10.6%  | |
| 第4回  | 2010年5月2日  | 7.7%   | 芸人紹介時のBGMが3回目のマイナーチェンジ。                                                                                           |
| 第5回  | 2010年5月16日 | 12.3%  | お笑い日本代表大集結家族そろって満点SP（19:00 - 20:54）。                                                                            |
| 第6回  | 2010年5月23日 | 10.2%  | 芸人紹介時のBGMが4回目の変更。 |
| 第7回  | 2010年5月30日 | 11.3%  | |
| 第8回  | 2010年6月13日 | 8.5%   | |
| 第9回  | 2010年6月20日 | 13.8%  | 満点!整いましたSP（19:00 - 20:54）。                                                                                                 |
| 第10回 | 2010年7月4日  | 6.6%   | カムバックはなく、そのままレッドカーペット賞を選出した。                                                                             |
| 第11回 | 2010年8月1日  | 10.4%  | 百年後に残したいネタベスト30大発表SP（19:00 - 20:54）。レギュラー放送最終回。 次回特番放送は今年（2010年）秋となる予定とされていた。 |

### 特番時（第2期）
| 回数   | 放送日                   | 放送時間（JST） | 放送タイトル                                                                    | 視聴率 | 出演者 | 備考 |
| ------ | ------------------------ | --------------- | ------------------------------------------------------------------------------- | ------ | --- | --- |
| 第1弾  | 2010年9月25日（土曜日）  | 1:05 - 2:05     | 爆笑レッドカーペット ヤングライオン杯決勝大会                                   | 不明   | | |
| 第2弾  | 2011年1月1日（土曜日）   | 5:00 - 7:00     | 新春ゴールデンカーペット                                                        | 02.0%  | | 今田が裏番組『今年も生だよ芸人集合 笑いっぱなし伝説』（テレビ東京）に出演の為、高橋・中村の2人で司会を務めた。 当番組としては初めて朝の時間帯で放送された。                                                                                      |
| 第3弾  | 2012年1月1日（日曜日）   | 5:00 - 7:00     | 新春レッドカーペット0                                                           | 2.3%   | | 今田が出演する裏番組は5:00までに短縮されたため、 本年は出演が可能になり、久々に司会の3人が揃った。 |
| 第4弾  | 2012年2月18日（土曜日）  | 21:00 - 23:10   | 爆生レッドカーペット 新ネタ&激レアコラボ ケータイ生リクSP!                      | 14.7%  | | 『土曜プレミアム』枠にて番組初の生放送。ゴールデンタイム・プライムタイムでの放送はレギュラー終了後初。 今田は当番組に最後まで出演し、約50分の間で着信御礼!ケータイ大喜利のスタジオに移動しケータイ大喜利にも最初から出演した。                   |
| 第5弾  | 2012年4月14日（土曜日）  | 21:00 - 23:10   | 爆生レッドカーペット 緊急出動! 旬ネタ激レア ケータイ生リク生つぶSP              | 11.8%  | | 『土曜プレミアム』枠にて生放送。 中村アナは産休で欠席、高橋は舞台の稽古のため途中参加。 代役は、苗字つながりで高橋真麻アナ・中村光宏アナが務めた。                                                                                               |
| 第6弾  | 2012年5月26日（土曜日）  | 21:05 - 23:15   | 爆生レッドカーペット 奇跡のコラボ大連発!! 生つぶ生リクだぜぇSP                  | 12.5%  | | 『土曜プレミアム』枠にて生放送。 前回と同様、中村アナは欠席、高橋は舞台本番中のため途中参加。高橋真麻アナと田山涼成が代役を務めた。 『ロンドンオリンピック女子バレーボール世界最終予選 日本×ロシア戦』が5分延長したため21:05からの放送となった。 |
| 第7弾  | 2012年7月28日（土曜日）  | 21:00 - 23:10   | 爆生レッドカーペット 真夏の最強ネタ祭り お笑い世代交代SP!!                      | 05.6%  | | 放送日がロンドンオリンピック開幕日ということで、評価の際に登場する「レッカー君」がオリンピック仕様となっていた。 |
| 第8弾  | 2012年10月13日（土曜日） | 21:00 - 23:10   | 爆生レッドカーペット 史上最強オールスター 歴代王者大集結SP!!                    | 10.5%  | | 高橋は仕事の都合で欠席。代役はロンドン五輪ボクシングミドル級金メダリスト・村田諒太。 |
| 第9弾  | 2013年1月1日（火曜日）   | 5:00 - 8:00     | 新春レッドカーペット                                                            | 不明   | | 司会は今田、高橋克実、高橋真麻アナ。 |
| 第10弾 | 2013年4月27日（土曜日）  | 21:00 - 23:10   | 今夜衝撃の重大発表! 爆笑レッドカーペット 高橋番組やめたってよ                   | 不明   | アナログタロウ / アンバランス / 囲碁将棋 / ウエストランド / エルシャラカーニ / エレファントジョン / オジンオズボーン / プー＆ムー・おたこぷー / オテンキ / おねだり豊 / キャベツ確認中 / キングオブコメディ / キンタロー。 / 小島よしお / こりゃめでてーな / 三拍子 / ジグザグジギー / ジャルジャル / じゅんいちダビッドソン / 品川庄司・庄司 / 新宿カウボーイ / すっぽん大学 / スピードワゴン井戸田 / ZEN / 田上よしえ / ダンサブル / チョコレートプラネット / つぶやきシロー / ですよ。 / デニス / 流れ星 / ニッチェ / 日本エレキテル連合 / NON STYLE / ハイキングウォーキング / Hi-Hi / パーティ内山 / ハマカーン / はまぐちコントサークル / ハブ / ハロー植田 / パンクブーブー / ヒューマン中村 / FUJIWARA原西 / なすなかにし / ゆってぃ / ルシファー吉岡 | 『土曜プレミアム』枠。 産休明けの中村アナが復帰。 今田、高橋、中村のトリオが1年3ヶ月ぶりに復活した。 この回より、芸人紹介時のBGMが2008年10月8日から2010年3月20日まで使用していたバージョンに戻されていた。                                       |
| 第11弾 | 2014年1月1日（水曜日）   | 4:00 - 7:00     | 新春レッドカーペット ブレイク候補芸人集結 2014年売れる芸人達はこの中にいるぞSP! | 不明   | 相席スタート / あばれる君 / あべこうじ / 囲碁将棋 / インスタントジョンソン / ウエストランド / うしろシティ / エレキコミック / エレファントジョン / オジンオズボーン / 学天即 / かまいたち / キングオブコメディ / 銀シャリ / コマンダンテ / THE GEESE / 佐久間一行 / ザブングル / 三四郎 / 3フランシスコ / 磁石 / しずる / ジャングルポケット / じゅんいちダビッドソン / 笑撃戦隊 / 品川庄司・庄司 / 鈴木奈都 / スピードワゴン井戸田 / TAIGA / ダイノジ / 田上よしえ / ダブルネーム / チーモンチョーチュウ / チョコレートプラネット / ツィンテル / つぶやきシロー / 天竺鼠 / テンダラー / どきどきキャンプ / どぶろっく / 鳥居みゆき / トレンディエンジェル / とろサーモン / トンファー / ななめ45° / 2丁拳銃 / 日本エレキテル連合 / ニューヨーク / バターぬりえ / ハロー植田 / ピーマンズスタンダード / 風藤松原 / ブルーセレブ / 矢野号 / ラバーガール / レイザーラモン / 我が家 / 和牛                                                           | |
| 第12弾 | 2025年8月11日（月曜日）  | 18:30 - 21:00   | 爆笑レッドカーペット 真夏の最新ショートネタ60連発！大復活SP                     | 不明   | 相性はいいよね ／ アキラ100% ／ アルコ＆ピース ／ アンガールズ＆ 阿佐ヶ谷姉妹 ／ えびしゃ ／ オードリー ／ 蛙亭 ／ 狩野英孝 ／ キャツミ ／ キンタロー。 ／ クールポコ。 ／ くまだまさし ／ ぐろう ／ ゴー☆ジャス ／ コットン ／ ゴンゾー ／ ザ・パンチ ／ ジェラードン ／ シシガシラ ／ しずる ／ 信濃岳夫・金原早苗 ／ シューマッハ ／ ジョイマン ／ 庄司智春 ／ ジョックロック ／ 真空ジェシカ ／ 新鮮なたまご ／ スクールゾーン ／ スクラップス ／ ずん 飯尾和樹 ／ そいつどいつ ／ チェリー大作戦 ／ 超速バギー ／ チョコレートプラネット ／ ツートライブ ／ 友田オレ ／ ナイツ ／ なかやまきんに君 ／ ナチョス。 ／ ななまがり ／ ネルソンズ ／ ハイキングウォーキング ／ バッテリィズ ／ バローズ ／ ビコーン! ／ 5GAP ／ ファイヤーサンダー ／ ファンファーレと熱狂 ／ 藤崎マーケット ／ フルーツポンチ ／ ベルナルド ／ 満丸 ／ 柳原可奈子 ／ やまぐちたけし ／ ヤンシー＆マリコンヌ ／ ゆってぃ ／ ラパルフェ ／ ラランド ／ ランパンプス | 一部地域及びフジテレビ系リアルタイム配信（TVer）は19:00から放送・配信した。 |

## DVD
爆笑レッドカーペット ~花も嵐も高橋克実~ 発売元:フジテレビ 販売元:アニプレックス 2010年3月30日発売 DVD2枚組
- 2007年2月18日-2008年2月17日の特番時代を収録 ※吉本興業所属芸人以外の芸人のネタを収録

爆笑レッドカーペット ~克実より愛をこめて~ 発売元:フジテレビ 販売元:よしもとアール・アンド・シー 2010年3月30日発売 DVD2枚組
- 2007年2月18日-2008年2月17日の特番時代を収録 ※吉本興業所属芸人のネタを収録

爆笑レッドカーペット･コラボカーペットコレクション ~克実の頭の中のコラボ~ 発売元:フジテレビ 販売元:ポニーキャニオン 2010年12月15日発売 DVD2枚組
- レギュラー時代のコラボカーペットを収録 ※カムバックレッドカーペット収録

## スタッフ

### 2025年8月11日復活特番
- 企画・総合演出：藪木健太郎（Sunny Pictures）
- 構成：大平尚志、酒井義文、細川拓朗 / 小笠原英樹
- 美術制作：平井秀樹（フジテレビ／フジアール）
- デザイン：鈴木賢太（フジテレビ／フジアール）
- 美術進行：林勇（フジアール）
- 大道具：鎌田大祐
- 装飾：乾川太志
- アクリル装飾：伊藤幸枝
- 電飾：枝茂孝
- マルチ：上福更記
- 視覚効果：中溝雅彦
- 衣装：岡田夏海
- 持道具：土屋洋子
- メイク：山田かつら
- CG（コンピューターグラフィックス）：武井裕介
- TP（テクニカルプロデューサー）：勝村信之（フジテレビ）
- TM（テクニカルマネージャー）：橋本雄司
- SW（スイッチャー）：河西純
- CAM（カメラマン）：上田軌行
- VE（ビデオエンジニア）：武田和浩
- AUD（音声）：浮所哲也
- LD（ライティングディレクター）：根本進
- 編集：渡邊寛樹
- 音響効果・MA：阿部雄太（MAL）
- TK（タイムキーパー）：海老澤廉子（TBG）
- デスク：市川亜季
- 広報：飯泉英一郎（フジテレビ）
- 営業：髙田和典（フジテレビ）
- 美術協力：フジアール
- 技術協力：ニユーテレス、fmt、テルミック、MULTI BACKS、メディア・リース
- 制作協力：Sunny Pictures、NEXTEP、PLATFORM,INC.、吉本興業
- AD（アシスタントディレクター）：金澤萌桃、赤平圭亮、関根章史、山越麗愛、鈴木健太郎、飛田日向
- FD（フロアディレクター）：尾末城太郎
- AP（アシスタントプロデューサー）：三谷奈央、小島未帆
- ディレクター：新井孝輔（PLATFORM,INC.）、城山海周（フジテレビ）、井上拓也、椎葉佐都子（NEXTEP）
- 演出：原武範（PLATFORM,INC.）
- プロデューサー：須藤景子（NEXTEP）、藪木加佳（Sunny Pictures）、若林三郎
- ゼネラルプロデューサー：朝妻一（フジテレビ）
- チーフプロデューサー：大川友也（フジテレビ）
- 制作：フジテレビスタジオ戦略本部第2スタジオ制作センター
- 制作著作：フジテレビ

### レギュラー放送時代
- ナレーター：高橋克実
- 構成：大平尚志、酒井義文、長谷川優、藤井直樹、清水和宏／小笠原英樹
- 監修：玉井貴代志
- CG：松本幸也（orb）
- 広報：清田美智子（フジテレビ）
- AP：小沢彗里子
- 制作進行：新井孝輔、
- ディレクター：牛窪真二、原武範（アズバーズ）
- 演出：有川崇（アルファ・グリッド）
- プロデューサー：朝妻一（フジテレビ）、仲村孝明（アルファ・グリッド、2011年までAP）
- 演出・プロデューサー（2008年10月 - ）：藪木健太郎[1]（フジテレビ、特番第4回まで総合演出）
- 技術協力：ニユーテレス、FLT、サンフォニックス、IMAGICA、4-Legs、マルチバックス
- 制作：フジテレビバラエティ制作センター
- 制作著作：フジテレビ

### 過去
- 企画・監修：吉田正樹（フジテレビ）
- チーフプロデューサー：神原孝（フジテレビ、レギュラー時代-2011年までは企画、その後爆生第3回までCPを経て第4回より再び企画に戻っていた）
- プロデューサー：佐々木将（フジテレビ）
- 構成：北本かつら、酒井健作、平松政俊、今村クニト、高橋ときや、永井孝裕、
- 監修：元祖爆笑王（特番時代は構成）
- CG：鈴木鉄平
- 協力プロデューサー：坪井貴史（フジテレビ）、小沢英治（D:COMPLEX）
- AP：朝倉千代子（アルファ・グリッド）、松本定子、横田淳子、山下直美
- ディレクター：蜜谷浩弥・松本祐紀（フジテレビ）、井上洋平（2011年はFD）、篠崎友和、小仲正重（フジテレビ）
- 編成：小松純也・高瀬敦也・大川友也・安喜昌史・川本洋平（フジテレビ）
- 広報：遠藤恵・鈴木麻衣子（フジテレビ）
- 制作進行：坂内潤、津野若菜
- FD：金栗英彦、神田洋昭、尾越功
- 音楽：佐藤ひろのすけ